# Sobretâmega
Sobretâmega é uma freguesia portuguesa do município de Marco de Canaveses, com 4,07 km² de área e 1084 habitantes (censo de 2021). A sua densidade populacional é 266,3 hab./km².

## Demografia
A população registada nos censos foi:
| Distribuição da População por Grupos Etários | Distribuição da População por Grupos Etários | Distribuição da População por Grupos Etários | Distribuição da População por Grupos Etários | Distribuição da População por Grupos Etários |
| -------------------------------------------- | -------------------------------------------- | -------------------------------------------- | -------------------------------------------- | -------------------------------------------- |
| Ano                                          | 0-14 Anos                                    | 15-24 Anos                                   | 25-64 Anos                                   | > 65 Anos                                    |
| 2001                                         | 216                                          | 179                                          | 607                                          | 122                                          |
| 2011                                         | 200                                          | 136                                          | 642                                          | 154                                          |
| 2021                                         | 159                                          | 138                                          | 597                                          | 190                                          |